# Пилатюк, Анастасия Игоревна
Анастасия Игоревна Пилатюк (род. в 1983 году в Ивано-Франковске) — украинская скрипачка, лауреат международных конкурсов, заслуженная артистка Украины.

## Биография
Родилась в 1983 году в Ивано-Франковске. Отец — Игорь Пилатюк — скрипач, ректор Национальной музыкальной академии (НМА) им. Н. В. Лысенко, Народный артист Украины. Мать — Елена Пилатюк — пианистка. Брат — Назар — скрипач, Заслуженный артист Украины.
Азы музыкального искусства Пилатюк преподал отец. Она училась в Киевской специализированной музыкальной школе им. Н. Лысенко, а также — в Королевской музыкальной академии в Стокгольме. В 16 лет начала учиться в музыкальной академии Иегуди Менухина в Гштаде, Швейцария — в классе педагога Альберто Лысого, аргентинского скрипача и дирижёра украинского происхождения. Также её учителями были Лео Берлин и Захар Брон.
В 2002 году Анастасия Пилатюк заняла первое место среди скрипачей на II Международном музыкальном конкурсе им. Н. Лысенко.
Работала преподавателем на кафедре скрипки Львовской НМА. Защитила диссертацию в Харьковском национальном университете искусств им. Котляревского, над которой работала почти четыре года.
Одну из её самых скрипок сделал заслуженный мастер Украины Степан Мельник.
Является «первой скрипкой» Дворца искусств имени королевы Софии в Валенсии.
Свободно общается на испанском, немецком, английском и русском языках.